# 高衎
高衎（？—1167年），字穆仲，金朝大臣，辽阳渤海人，高氏。
高衎敏而好学，善诗赋。二十六岁时，登进士第。二年后，担任漷阴丞，后来历任尚书省令史、右司都事、吏部员外郎，左司员外郎。因徇私情，将大奉国臣拟任贵德县令，触怒完颜亮，被降为清水县主簿。二年后，担任大理司直，升为户部员外郎，同知中都都转运使，历任太常少卿、吏部郎中。金世宗大定元年（1161年）转任左司郎中，升为吏部尚书。大定五年（1165年）为贺宋国生日使（宋孝宗的生日），途中得病去职。大定七年（1167年）去世。